# Neuenburg am Rhein
Neuenburg am Rhein (in alto alemanno: Neiburg am Rhi, in francese: Neuchâtel-sur-le-Rhin; in italiano: Neocastello sul Reno)  è un comune tedesco di 11 874 abitanti, situato nel land del Baden-Württemberg, confinan con i comuni francesi di Chalampé e Rumersheim-le-Haut.

## Storia
Durante la guerra dei trent'anni (1618-1648) truppe di vari eserciti attraversarono la città che, unitamente al territorio circostante, subì diverse occupazioni, molti saccheggi e distruzioni; le perdite in termini di vite umane furono molto alte. Nel 1675, il monastero cappuccino di Neuenburg, che era stato costruito nel 1612, venne demolito da Vauban. Nella guerra di successione spagnola, anche Neuenburg entrò nella zona di guerra, specialmente nel periodo della battaglia di Friedlingen, combattuta nei pressi di Basilea il 14 ottobre 1702. Nell'aprile 1704, dopo due anni di occupazione francese, Neuenburg venne completamente distrutta per ordine di Re Luigi XIV di Francia e la popolazione venne deportata nel territorio del Principe Vescovado di Basilea a Schliengen e Steinenstadt. Negli anni e nei decenni successivi, si verificarono altre guerre di successione. Ancora e ancora, ci furono scontri tra gli Asburgo sul lato destro del Reno e la Francia sul lato sinistro del Reno, con Neuenburg che cambiò più volte l'occupazione.

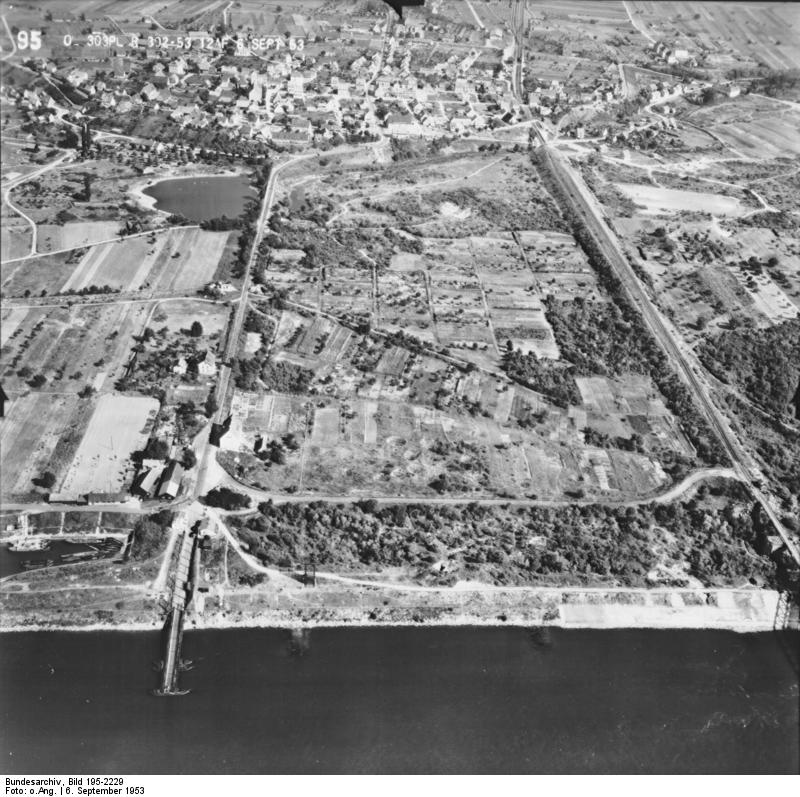
Veduta aerea della città da ovest da una traversata del Reno degli Alleati (6 settembre 1953): a sinistra la strada per Chalampé con parti del ponte di barche sul Reno, in alto a sinistra il "Wuhrloch", a in basso a sinistra un angolo del porto del Reno ormai inesistente, a destra la linea ferroviaria di Mulhouse con le ombre dei resti del ponte ferroviario sul Reno, che fu fatto saltare in aria dalla Wehrmacht durante la ritirata dell 9 febbraio 1945 (foto datata prima del completamento del Grand Canal d'Alsace)

Dopo la conquista della sponda destra del Reno ad opera di Napoleone e la riorganizzazione di tali territori, gli Asburgo persero il possesso dell'Austria Anteriore. Nel 1806 la città di Neuenburg venne incorporata nell'appena fondato Granducato di Baden, che divenne parte dell'Impero tedesco nel 1871.
Dopo l'attacco della Wehrmacht alla Francia nel 1940, Neuenburg era sotto tiro. Fu la prima città tedesca ad essere completamente distrutta durante la seconda guerra mondiale.
Il 9 febbraio 1945, dopo aver combattuto nella sacca di Colmar, le ultime truppe tedesche si ritirarono sul ponte da Chalampé a Neuenburg e fecero saltare il ponte alle 8 di mattina, terminando quindi la battaglia per questa testa di ponte.
Nell'aprile 1945, dopo la conquista dell'esercito francese, la seconda guerra mondiale terminò per Neuenburg. La città divenne parte della zona di occupazione francese e del Baden del Sud. Nel 1952, il Baden del Sud, insieme al Württemberg-Hohenzollern e al Württemberg-Baden, divenne il nuovo stato federale del Baden-Württemberg.
Il 19 dicembre 1959, la via Neuenburg - Märkt sul Canal Grande d'Alsazia fu inaugurata solennemente.
Nel 1962/1963 fu completata la nuova costruzione di un ponte stradale in combinazione con un ponte ferroviario a binario singolo. Conduce sul Reno, che ora è diviso in Altrhein e Grand Canal d'Alsace, e inaugurato nell'agosto 1963.